# Tiuménevo
Tiuménevo (en rus: Тюменево) és un poble de l'óblast de Kémerovo, a Rússia, que en el cens del 2010 tenia 420 habitants, pertany al districte de Mariïnsk.